# 景市镇
景市镇，是中华人民共和国四川省达州市达川区下辖的一个乡镇级行政单位。

## 行政区划
景市镇下辖以下地区：
金龙社区、中心社区、大垭社区、皂角村、钟灵村、高庙村、镜子河村、拱桥坝村、长屋村、一佛村、梨子垭村、白杨坝村、高板桥村、红岩洞村、文家场村、茶园寺村、团田坝村、响水洞村、柳树湾村、寨子村、牛家庙村、洞山寺村、厂子村和堕鼓石村。